# New Town
New Town – miasto w Stanach Zjednoczonych, w stanie Dakota Północna, w hrabstwie Mountrail, położone w pobliżu jeziora zaporowego Sakakawea na rzece Missouri.